# Sheila García
Sheila García Gómez (* 15. März 1997 in Yunquera de Henares) ist eine spanische Fußballspielerin. Sie steht derzeit bei Real Madrid unter Vertrag und spielte 2019 erstmals für die spanische Nationalmannschaft.

## Karriere

### Vereine
Sheila García begann ihre Laufbahn in ihrer Geburtsstadt in der Jugend von CD Yunquera. Im Jahr 2010 wechselte sie in die Provinzhauptstadt Guadalajara, wo sie ein Jahr lang für CD Guadalajara spielte, ehe sie zu Dínamo Guadalajara ging, einem Klub, der mit einer Frauenmannschaft in der Regionalliga von Castilla-La Mancha vertreten war. Mit Dínamo gelang ihr in der Saison 2011/12 der Aufstieg in die Segunda División, der zweiten Spielklasse in Spanien. Dort sollte sie auch die folgenden vier Saisons verbringen, ehe die 19-jährige Sheila García 2016 für den Erstligisten Rayo Vallecano unterschrieb. Ihr Debüt in der höchsten Spielklasse feierte Sheila am 3. September 2016 in einem Derby gegen Atlético Madrid. Bei Rayo Vallecano sollte sie fünf Spielzeiten verbringen, in denen die bis dahin vor allem in der Offensive agierende Flügelspielerin immer häufiger auch in der Außenverteidigung eingesetzt wurde. Im Sommer 2021 nahm der Stadtrivale Atlético Madrid Sheila García unter Vertrag. Mit ihrem Klub gelang ihr in der Saison 2022/23 durch einen Sieg im Elfmeterschießen gegen Real Madrid der Gewinn des Spanischen Pokals. Die Spielzeit 2023/24 beendete Atlético auf dem dritten Platz und qualifizierte sich damit erstmals seit 2020 wieder für die UEFA Women’s Champions League. Sheila García verließ jedoch im Anschluss Atlético und wechselte zum Stadtrivalen Real Madrid.

### Nationalmannschaft
García debütierte am 17. Mai 2019 bei einem Spiel gegen Kamerun in der spanischen Nationalmannschaft. Mit den Ibererinnen bestritt sie unter anderem auch den SheBelieves Cup 2020 und den Arnold Clark Cup 2022 ehe Sheila García von Trainer Jorge Vilda in den Endrundenkader für die Fußball-Europameisterschaft der Frauen 2022 einberufen wurde. Hier kam sie in allen vier Spielen zum Einsatz, wobei sie zweimal eingewechselt wurde und zweimal von Beginn an spielte. Mit ihrer Mannschaft erreichte Sheila García das Viertelfinale, bei dem Spanien sich in der Verlängerung gegen den Gastgeber und späteren Europameister England geschlagen geben musste. Im Juni 2023 wurde sie zunächst in den Kader für die Weltmeisterschaft einberufen, fiel jedoch letztlich aufgrund einer Verletzung aus. Im Februar 2024 stand sie im Aufgebot der Spanierinnen für die Finalrunde der Women’s Nations League, ihre Mannschaft holte durch ein 2:0 im Endspiel gegen Frankreich den Titel.

## Erfolge
Verein
- Spanischer Pokal: 2022/23

Nationalmannschaft
- UEFA Women’s Nations League: 2023/24